# Zelfportret met Charlotte Berend en een champagneglas
Zelfportret met Charlotte Berend en een champagneglas (Duits Selbstporträt mit Charlotte Berend und Sektglas) is een schilderij van de Duitse kunstschilder Lovis Corinth, gemaakt in 1902, 98,5 × 108,5 centimeter groot. Het is een dubbelportret van de kunstenaar samen met zijn vrouw. Het schilderij bevindt zich in privécollectie.

## Context
Charlotte Berend (1880-1967) was in 1901 de eerste leerlinge van Corinth in diens privé-schilderschool te Berlijn, kort nadat hij zich daar had gevestigd, na een niet altijd voorspoedige periode in München. Niettegenstaande het leeftijdsverschil van tweeëntwintig jaar, werden de twee al snel verliefd en zouden in 1903 met elkaar trouwen. Vanaf 1902 zou Corinth Berend ook veelvuldig portretteren, waardoor ze uiteindelijk bekender werd als model en "vrouw van" dan als kunstenares. Dat nam niet weg dat ze een grote invloed had op haar man en diens latere oeuvre. Ze bleek in staat het verscheurde wezen van haar man, dat zweefde tussen zinnelijkheid en melancholie, richting te geven en in weerwil van zijn aard voldoening te laten vinden in een zeker huiselijk geluk.

## Afbeelding
In Zelfportret met Charlotte Berend en een glas champagne portretteert Corinth zichzelf met Charlotte op zijn schoot, waarbij hij haar halfnaakte lichaam stevig vastpakt met zijn ontblote rechterarm. Zijn hand grijpt in haar rechterborst, de vingers gespreid, waardoor haar tepel zichtbaar wordt. Trots en ongegeneerd toont hij de vrouwelijke schoonheid van zijn aanstaande echtgenote aan de kijker. Charlotte wordt duidelijk in het centrum gepositioneerd, vol in het licht, waar Corinth zichzelf in de schaduw zet. Beiden kijken ze de toeschouwer recht in de ogen, waarbij de open, enigszins schuchtere blik van Charlotte intrigerend werkt. In haar linkerhand houdt ze een bloem, die haar jeugdigheid en onschuld symboliseert. Op de achtergrond zien we een gedekte tafel, als een stilleven, ten teken dat het hen goed gaat. Corinth heft het glas en lijkt een toost uit te brengen.

#### Duiding
Zelfportret met Charlotte Berend en een glas champagne is voor meerdere interpretaties vatbaar. Sommige critici zien de weergave als provocerend. Gesuggereerd is wel dat dit te maken kan hebben met de afwijzing van Corinths halfnaakt portret van Salomé door de Münchner Sezession, korte tijd eerder. Hij was daar uitermate ontstemd over en vertrok per ommegaand naar Berlijn, waar hij direct succes oogstte.

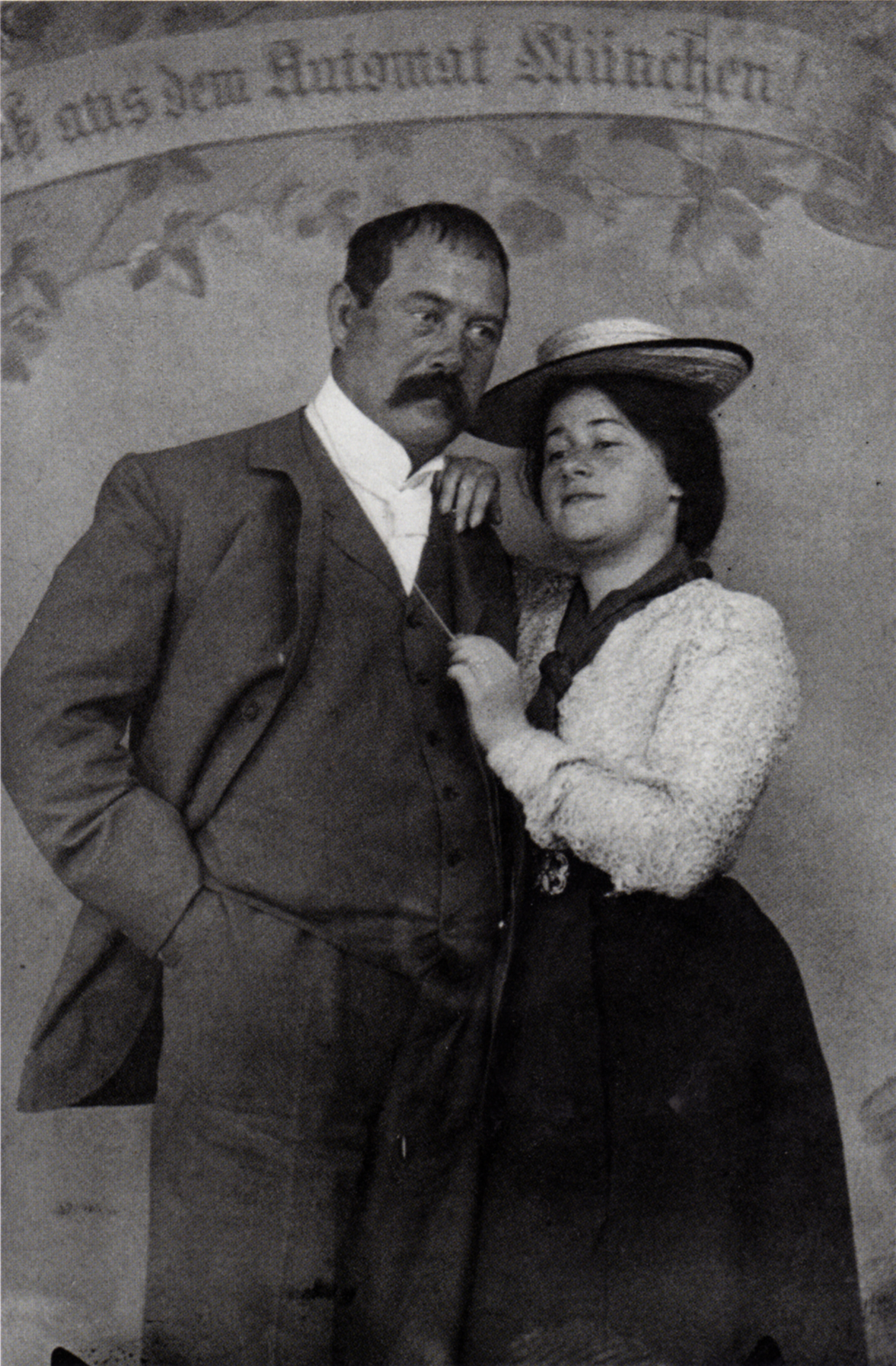
Corinth en Berend, foto uit 1902.

Anderen wijzen vooral op de intimiteit die uit het werk spreekt. De toost kan ook gezien worden op een bezegeling van hun verbintenis. Daarbij wordt ook wel gewezen op de wijze waarop Corinth zijn Charlotte posteert, bijna alsof ze zijn persoonlijk bezit is. Met hedendaagse ogen zou dat als weinig vrouwvriendelijk kunnen worden gezien. Hij eigent haar als het ware toe en laat haar met trots aan de kijker zien. Dienaangaande is het tekenend dat Berends rol als kunstenares altijd in de schaduw bleef bij de carrière van haar man.

#### Stijl en werkwijze
Los van de interpretatie is het hier besproken werk exemplarisch voor de spontane, expressieve, door het impressionisme beïnvloede stijl van Corinth, geschilderd in veelkleurige doch gedempte natuurtonen, gerangschikt in een harmonische compositie. Het dubbelportret werd volgens Berend, in een boek dat ze op latere leeftijd schreef over Corinth, in een enorm tempo geschilderd. Dit wordt onderstreept door de energieke, vaak grove penseelstreken en de niet uitgewerkte achtergrond. Tijdens het werken zou hij uitgeroepen hebben: "Wat maakt dit me blij. Kijk nou, het portret schildert zichzelf, precies zoals het moet zijn".